# Sylvanès
Sylvanès település Franciaországban, Aveyron megyében. Lakosainak száma 116 fő (2022. január 1.). Sylvanès Camarès, Fayet, Gissac, Montagnol és Saint-Félix-de-Sorgues községekkel határos.

## Népesség
A település népessége az elmúlt években az alábbi módon változott:
| Lakosok száma | 144  | 117  | 108  | 98   | 104  | 107  | 111  | 112  | 114  | 116  |
|               | 1968 | 1982 | 1990 | 2006 | 2013 | 2015 | 2017 | 2019 | 2020 | 2022 |